# Domaine de Sunpu

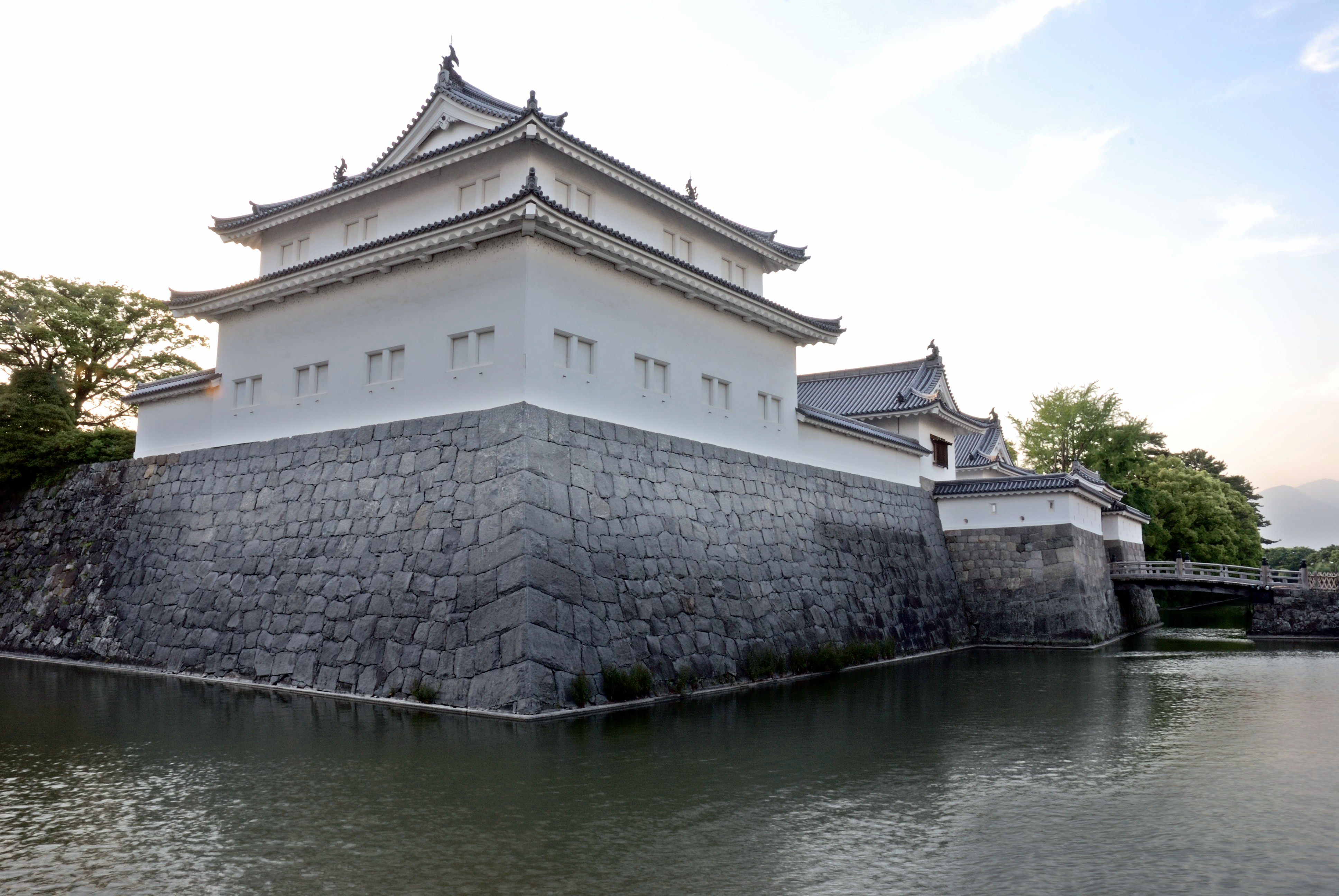
Yagura Tatsumi du château de Sunpu (reconstruction).

Le domaine de Sunpu (駿府藩, Sunpu-han) est un domaine féodal japonais à l'existence discontinue durant la période Edo. Son centre se trouve dans la province de Suruga, dans ce qui est à présent la ville de Shizuoka, mais a pu comprendre la province de Kai et des parties de la province de Tōtōmi. En 1869, le domaine est renommé « domaine de Shizuoka » (静岡藩).

## Histoire
Durant l'époque Muromachi, Sunpu est la capitale du clan Imagawa mais ceux-ci sont défaits à la bataille d'Okehazama et le domaine est alors gouverné par Shingen Takeda, suivi par Tokugawa Ieyasu. Mais Toyotomi Hideyoshi réaffecte Ieyasu et installe Kazutada Nakamura pour diriger Sunpu. Après que les Toyotomi ont été vaincus à la bataille de Sekigahara, Tokugawa Ieyasu recouvre Sunpu et déplace Nakamura à Yonago dans la province de Hōki, attribuant de nouveau le domaine à son propre obligé, Naitō Nobunari en 1601. C'est ainsi que débute l’histoire du domaine de Sunpu.
En avril 1606, Ieyasu se démet officiellement de la fonction de shogun et se retire à Sunpu où il établit une cour secondaire d'où il peut influencer le shogun Tokugawa Hidetada en coulisses. Naitō est transféré à Nagahama dans la province d'Ōmi.
Le domaine de Sunpu est brièvement rétabli en 1609 pour Tokugawa Yorinobu, le dixième fils de Tokugawa Ieyasu. Démantelé en 1619, le domaine retourne au statut de tenryō (administration directe par le shogunat) quand Yorinobu part à Wakayama au domaine de Wakayama.
En 1624, le domaine de Sunpu est rétabli, cette fois pour Tadanaga Tokugawa, troisième fils de Hidetada Tokugawa, avec des revenus établis à 500 000 koku. Mais Tadanaga hait son frère, le shogun Tokugawa Iemitsu, et manifeste aussi un caractère violent. Il est démis de sa fonction et contraint à commettre seppuku en décembre 1632, après quoi le domaine de Sunpu passe sous l’administration directe du shogunat. Pendant le reste de la période Edo, Sunpu est régi par un Sunpu jōdai (駿府城代), un officiel au statut de hatamoto, nommé par le shogunat Tokugawa.
Durant la restauration de Meiji, Yoshinobu Tokugawa le dernier shogun Tokugawa, abandonne sa fonction à l'empereur Meiji et la tête du clan Tokugawa à Tokugawa Iesato. En 1868, Iesato est rétrogradé au statut de daimyo ordinaire et assigné au domaine nouvellement créé de Shizuoka, qui comprend l'ensemble de l'ancien domaine de Sunpu, les domaines voisins de Tanaka et d'Ōjima ainsi que des terres supplémentaires dans les provinces de Tōtōmi et Mutsu pour un revenu total de 700 000 koku. Les territoires de Mutsu sont échangés pour des territoires dans la province de Mikawa plus tard cette même année. Mais en 1869, le titre de daimyo est aboli et avec l'abolition du système han en juillet 1871, c'est le domaine de Shizuoka lui-même qui disparaît.
Les terres de l'ancien domaine de Shizuoka forment de nos jours les deux-tiers ouest de la préfecture de Shizuoka, plus la péninsule de Chita dans la préfecture d'Aichi.

## Liste des daimyos
- Clan Naitō (fudai daimyo) 1601-1613

| # | Nom                       | Dates     | Titre         | Rang                    | Revenus     |
| - | ------------------------- | --------- | ------------- | ----------------------- | ----------- |
| 1 | Naitō Nobunari (内藤信成) | 1601-1606 | Bizen-no-kami | 5e (従五位下) inférieur | 40 000 koku |

- Clan Tokugawa (shimpan) 1609-1871

|   | Nom                           | Dates     | Titre    | Rang         | Revenus      |
| - | ----------------------------- | --------- | -------- | ------------ | ------------ |
| x | Tenryō                        | 1608-1609 |          |              |              |
| 1 | Tokugawa Iesato (徳川家達)    | 1609-1619 | Dainagon | 2e (従二位)  | 500 000 koku |
| x | Tenryō                        | 1619-1625 |          |              |              |
| 1 | Tokugawa Tadanaga (徳川 忠長) | 1625-1634 | Dainagon | 2e (従二位)  | 500 000 koku |
| x | Tenryō                        | 1634-1869 |          |              |              |
| 1 | Tokugawa Yoshinobu (徳川慶喜) | 1869-1871 | Sangi    | 1er (従一位) | 700 000 koku |

## Source de la traduction
- (en) Cet article est partiellement ou en totalité issu de l’article de Wikipédia en anglais intitulé « Sunpu Domain » (voir la liste des auteurs).